# Stig Kleven
Stig-Arild Kleven (ur. 12 stycznia 1967 w Notodden) – norweski zapaśnik walczący w stylu klasycznym. Olimpijczyk z Seulu 1988, gdzie zajął czwarte miejsce w wadze średniej do 82 kg.
Trzykrotny uczestnik mistrzostw świata, zajął szóste miejsce w 1994. Brązowy medalista mistrzostw Europy w 1994. Drugi na igrzyskach bałtyckich w 1993. Zdobył pięć medali na mistrzostwach nordyckich w latach 1986 – 1993. Trzeci w Pucharze Świata w 1989 roku.

## Letnie Igrzyska Olimpijskie 1988
| Konkurencja                  | Walki                      | Walki       | Walki                | Walki               | Walki       | Walki                  | Walki                | Klas. końcowa |
| Konkurencja                  | Pierwsza runda             | Druga runda | Trzecia runda        | Czwarta runda       | Piąta runda | Szósta runda           | o III miejsce        | Miejsce       |
| ---------------------------- | -------------------------- | ----------- | -------------------- | ------------------- | ----------- | ---------------------- | -------------------- | ------------- |
| styl klasyczny, waga średnia | Magnus Fredriksson (SWE) W | wolny los   | Roger Gößner (FRG) P | John Morgan (USA) W | wolny los   | Tibor Komáromi (HUN) P | Kim Sang-gyu (KOR) P | IV miejsce    |